# Sindicato de Jornalistas Profissionais do Estado de São Paulo
O Sindicato de Jornalistas Profissionais do Estado de São Paulo foi fundado em 19 de abril de 1937. Teve entre seus fundadores Geraldo Ferraz, e entre seus presidentes, Audálio Dantas, que participou ativamente das campanhas contra o regime ditatorial, em particular quando do assassinato do jornalista Wladimir Herzog, em dependências da polícia política em São Paulo.
Em memória do jornalista, o sindicato confere o Prêmio Prêmio Jornalístico Vladimir Herzog de Anistia e Direitos Humanos